# Amorpha modesta
Amorpha modesta is een vlinder uit de familie van de pijlstaarten (Sphingidae). De wetenschappelijke naam van de soort is voor het eerst geldig gepubliceerd in 1859 door Thaddeus William Harris.